# Alexander Donchenko
Alexander Donchenko est un joueur d'échecs allemand né le 22 mars 1998 à Moscou. 
Au 1er juillet 2023, il est le troisième joueur allemand et le 68e joueur mondial avec un classement Elo de 2 668 points.

## Biographie et carrière
Grand maître international depuis 2015, Donchenko a remporté :
- le Festival international d’échecs de Meurthe-et-Moselle à Nancy en 2016 ;
- le championnat international d'Allemagne junior en 2017 ;
- l'open international de Porticcio (Purtichju en corse) en juillet 2018 ;
- l'open de Barcelone en 2019 avec 7,5 points sur 9 ;
- la Coupe d'Europe des clubs d'échecs disputée en ligne en 2021 avec l'équipe du  SF Deizisau e.V. ;
- le mémorial Rubinstein (tournoi fermé) à Polanica-Zdrój en 2022 ;
- le tournoi de Wijk aan Zee, groupe B (tournoi Challengers) en janvier 2023, avec 10 points marqués sur 13 (huit victoires, une défaite et quatre parties nulles), ce qui le qualifie pour le tournoi principal (Masters) en 2024[2] ;
- l'open du tournoi d'échecs de Dortmund en 2023 avec 7,5 points sur 9[3].

En 2017, il finit troisième du championnat d'Allemagne d'échecs.
Lors de la Coupe du monde d'échecs 2023, Donchenko était exempt au premier tour. Il battit Mateusz Bartel au deuxième tour, puis perdit face à Parham Maghsoodloo au troisième tour.